# Узун, Геннадий Гаврилович
Геннадий Гаврилович Узун (9 сентября 1941, с. Ключевое, Донецкая область — 4 января 2010) — советский и украинский борец, тренер, главный тренер сборной Украины по греко-римской борьбе (1993—1999). Заслуженный тренер Украинской ССР (1987), заслуженный работник физической культуры и спорта Украины (1996). Почётный гражданин города Мариуполь.

## Биография
Геннадий Узун родился 9 сентября 1941 года в селе Ключевое (Византия) Володарского района Донецкой области в греческой семье. Начал заниматься классической (греко-римской) борьбой в Мариуполе под руководством Фёдора Бабенко. В 1969 году становился бронзовым призёром чемпионата СССР в лёгком весе. С 1974 года работал в СК «Новатор» (ныне СК «Азовмаш») тренером по классической борьбе. С 1980 по 2004 год работал старшим тренером-преподавателем в СДЮШОР по греко-римской борьбе. С 2005 года работал в СДЮШОР по греко-римской борьбе «Олимпик» старшим тренером-преподавателем.
Был старшим тренером сборной Украины в 1984—1992 и 2000—2009 годах. В 1993—1999 годах был главным тренером сборной Украины. В 1994 году под его руководством сборная Украина заняла первое общекомандное место на чемпионате Европы и стала обладателем Кубка мира.
Скончался 4 января 2010 года. Похоронен на Старокрымском кладбище в Мариуполе.

## Воспитанники
Геннадий Узун подготовил более 150 мастеров спорта, 16 мастеров спорта международного класса, 5 Заслуженных мастеров спорта. Список наиболее известных воспитанников:
- Вячеслав Олейник — олимпийский чемпион;
- Давид Салдадзе — серебряный призёр XXVII Олимпийских игр;
- Рустам Аджи — чемпион мира, бронзовый призёр чемпионата мира;
- Григорий Комышенко — чемпион Европы, обладатель Кубка мира;
- Руслан Хакимов — чемпион Европы;
- Сергей Солодкий — чемпион Европы и мира среди юниоров;
- Михаил Швыдкий — победитель первенства мира среди кадетов;
- Алексей Вакуленко — бронзовый призёр первенства мира и Европы среди юниоров, бронзовый призёр чемпионата Европы;
- Александр Дараган — бронзовый призёр чемпионатов Европы и мира;
- Булат Абдуллаев — бронзовый призёр первенства Европы.